# Seznam sodišč v Sloveniji
Seznam sodišč v Sloveniji.

## Ustavno sodišče
- Ustavno sodišče Republike Slovenije

## Vrhovna in višja sodišča
- Vrhovno sodišče Republike Slovenije
- Višje sodišče v Ljubljani
- Višje sodišče v Mariboru
- Višje sodišče v Celju
- Višje sodišče v Kopru
- Upravno sodišče Republike Slovenije

## Delovna in socialna sodišča
- Višje delovno in socialno sodišče Republike Slovenije
- Delovno in socialno sodišče v Ljubljani
- Delovno sodišče v Mariboru
- Delovno sodišče v Celju
- Delovno sodišče v Kopru

## Območje Višjega sodišča v Celju
- Okrožno sodišče v Celju
- Okrajno sodišče v Celju
- Okrajno sodišče v Slovenskih Konjicah
- Okrajno sodišče v Šmarju pri Jelšah
- Okrajno sodišče v Velenju
- Okrajno sodišče v Žalcu
- Okrajno sodišče v Šentjurju pri Celju

## Območje Višjega sodišča v Kopru
- Okrožno sodišče v Kopru
- Okrožno sodišče v Novi Gorici
- Okrajno sodišče v Kopru
- Okrajno sodišče v Ilirski Bistrici
- Okrajno sodišče v Piranu
- Okrajno sodišče v Postojni
- Okrajno sodišče v Sežani
- Okrajno sodišče v Novi Gorici
- Okrajno sodišče v Ajdovščini
- Okrajno sodišče v Idriji
- Okrajno sodišče v Tolminu

## Območje Višjega sodišča v Ljubljani
- Okrožno sodišče v Kranju
- Okrožno sodišče v Krškem
- Okrožno sodišče v Ljubljani
- Okrožno sodišče v Novem mestu
- Okrajno sodišče v Kranju
- Okrajno sodišče na Jesenicah
- Okrajno sodišče v Radovljici
- Okrajno sodišče v Škofji Loki
- Okrajno sodišče v Krškem
- Okrajno sodišče v Brežicah
- Okrajno sodišče v Sevnici
- Okrajno sodišče v Ljubljani
- Okrajno sodišče v Domžalah
- Okrajno sodišče v Grosupljem
- Okrajno sodišče v Kamniku
- Okrajno sodišče v Kočevju
- Okrajno sodišče v Cerknici
- Okrajno sodišče v Trbovljah
- Okrajno sodišče na Vrhniki
- Okrajno sodišče v Litiji
- Okrajno sodišče v Novem mestu
- Okrajno sodišče v Črnomlju
- Okrajno sodišče v Trebnjem

## Območje Višjega sodišča v Mariboru
- Okrožno sodišče v Mariboru
- Okrožno sodišče v Murski Soboti
- Okrožno sodišče na Ptuju
- Okrožno sodišče v Slovenj Gradcu
- Okrajno sodišče v Mariboru
- Okrajno sodišče v Lenartu
- Okrajno sodišče v Slovenski Bistrici
- Okrajno sodišče v Murski Soboti
- Okrajno sodišče v Gornji Radgoni
- Okrajno sodišče v Lendavi
- Okrajno sodišče v Ljutomeru
- Okrajno sodišče na Ptuju
- Okrajno sodišče v Ormožu
- Okrajno sodišče v Slovenj Gradcu

## Vrhovno sodišče Republike Slovenije

### Urad predsednika
Branko Masleša

### Civilni oddelek
mag. Nina Betetto
dr. Ana Božič Penko
Anton Gašper Frantar
Karmen Iglič Stroligo
dr. Mateja Končina Peternel
Aljoša Aleš Rupel
mag. Rudi Štravs
Janez Vlaj

### Delovno socialni oddelek
Miran Blaha
dr. Aleksej Janez Cvetko
mag. Marijan Debelak
Marjanca Lubinič
mag. Ivan Robnik

### Evidenčni oddelek
Vladimir Horvat

### Gospodarski oddelek
Vladimir Balažic
dr. Mile Dolenc
dr. Miodrag Đorđević
Franc Testen

### Kazenski oddelek
mag. Damijan Florjančič
Branko Masleša
mag. Kristina Ožbolt
Marko Šorli
Maja Tratnik
Barbara Zobec
Vesna Žalik

### Upravni oddelek
Irena Marija Badovinac Bjelič
Bojan Dolenc
Brigita Domjan Pavlin
Peter Golob
mag. Gorazd Kobler
Martina Lippai
Marko Prijatelj
Borivoj Rozman
Milica Štern

## Višje sodišče v Celju

### Oddelek za prekrške
Snježana Kranjec
Zinka Strašek

### Oddelek za kazensko sodstvo
Branko Aubreht
Marija Bovha
Jožef Kreča
Andrej Pavlina

### Oddelek za gospodarsko sodstvo
Irena Leskovšek - Jurjec
Branko Vitez
Pešec Zdenka

### Oddelek za civilno sodstvo
Maša Butenko
Nataša Gregorič
Tatjana Kamenšek - Krajnc
Katarina Lenarčič
Darja Pahor
Miran Pritekelj mag.
Andreja Švigelj

## Višje sodišče v Kopru

### Oddelek za kazensko sodstvo in prekrške
Aleš Arh
Vitomir Bohinec
Franc Drešar
Darja Srabotič
Mara Turk

### Oddelek za civilno sodstvo
Nataša Butina Mrakič
Boženka Felicijan Hladnič
Mirela Lozej
Tatjana Markovič Sabotin
Špela Prodan
Aleksandra Ukmar
Joža Velkaverh
Sabina Vrčon
Berta Žorž

### Oddelek za gospodarsko sodstvo
mag. Gorazd Hočevar
mag. Jana Petrič
Nada Škrjanec Milotič

## Višje sodišče v Ljubljani

### Oddelek za civilno sodstvo
DUŠAN BARIČ
dr. VESNA BERGANT RAKOČEVIĆ
ANTON BIZJAK
BOJAN BREZNIK 
MARKO BRUS
KARMEN CERANJA
MATEJ ČUJOVIČ
MOJCA HRIBERNIK
MAJDA IRT
BLANKA JAVORAC ZAVRŠEK
ALENKA KOBAL VELKAVRH
TANJA KUMER
NATAŠA LOŽINA
MAJDA LUŠINA
POLONCA MARJETIČ ZEMLJIČ
BRIGITA MARKOVIČ
KATARINA MAROLT KURET
MILAN MESOJEDEC
MILAN MLINAR
BARBKA MOČIVNIK ŠKEDELJ
KATARINA PARAZAJDA
TOMAŽ PAVČNIK 
TADEJA PRIMOŽIČ
GORDANA RISTIN
PETER RUDOLF
ZVONKO STRAJNAR
DANILO UKMAR
MAJDA URH
IRENA VETER 
BARBARA ŽUŽEK JAVORNIK

### Oddelek za kazensko sodstvo
MILENA JAZBEC LAMUT
Mitja KOZAMERNIK
MATEJA LUŽOVEC
JANKO MARINKO
TATJANA MERČUN
IGOR MOKOREL
JERNEJ POTOČAR
ALIJANA RAVNIK
MITJA ŠINKOVEC
MILAN ŠTRUKELJ
MARJETA ŠVAB ŠIROK
VERA VATOVEC
SILVANA VREBAC ARIFIN
STANKA ŽIVIČ

### Oddelek za prekrške
JELKA BELAVIČ
ŽIVA BUKOVAC
BARBRA KAVEČIČ
MATEJA TONI
DRAGAN VUKOVIČ

### Oddelek za gospodarsko sodstvo
Irena DOVNIK
MILOJKA FATUR JESENKO
RENATA HORVAT
VESNA JENKO 
MAJA JURAK
LIDIJA LESKOŠEK NIKOLIČ
Mateja LEVSTEK
NADA MITROVIĆ
LADISLAVA POLONČIČ
MARUŠKA PRIMOŽIČ
NEVENKA RIHAR
FRANC SELJAK
ANDREJA STRMČNIK IZAK
MAGDA TEPPEY
Tadeja ZIMA JENULL

### Oddelek za izvršilno sodstvo
IRENA BALAŽIC
MAGDA GOMBAČ GLUHAK
URŠKA JORDAN
METODA OREHAR IVANC
DAMJAN OROŽ
TJAŠA POTPARIČ JANEŽIČ
STANKO RAPE
MARTINA ŠETINC TEKAVC
ELIZABETA ŽGAJNAR 

## Višje sodišče v Mariboru

### Oddelek za prekrške
Janica Gajšek Rojs
Jasminka Pen
Boris Podgornik
Darja Šenica

### Oddelek za kazensko sodstvo
Breda Cerjak Firbas
Barbara Debevec
Slavica Gabrovec
Leonida Jerman
mag. Aleksander Karakaš
Zdenka Klarić
Miro Lešnik
Miroslav Pliberšek
Simona Skorpik
Boris Štampar

### Oddelek za gospodarsko sodstvo
Alenka Kuzmič
Danja Lekše
Janez Polanec
Danica Šantl Feguš

### Oddelek za civilno sodstvo
Metka Jug
mag. Jelka Kurnik
Vojko Kušar
mag. Karolina Peserl
Vlasta Polanec
Silvija Potočnik
Branko Reisman
Vesna Rezar
mag. Igor Strnad
Cvetka Suhodolčan
Vita Valenti
Nina Vidic
Hedvika Vratarič
Alenka Zgubič

## Upravno sodišče Republike Slovenije
Melita Ambrož
Lara Bartenjev
Bogdana Bradač
mag. Darinka Dekleva Marguč
mag. Miroslava Dobravec Jalen
Tatjana Eberlinc Jurkas, od 1. 2. 2011 dodeljena na Ministrstvo za pravosodje RS
Marjanca Faganel
mag. Damjan Gantar
Petra Hočevar
Adriana Hribar Milič
mag. Slavica Ivanović Koca
Andrej Kmecl
Sonja Kočevar
Majda Kovačič
Igor Lučovnik
Jonika Marflak Trontelj
Andrej Orel
Liljana Polanec
Alenka Praprotnik
Bojana Prezelj Trampuž
Nataša Smrekar
Petra Stanonik Bošnjak
mag. Tatjana Steinman
Jasna Šegan
Zdenka Štucin
Vlasta Švagelj Gabrovec
mag. Miriam Temlin Krivic
Darja Trček Janež
Violeta Tručl
Nevenka Zajc
dr. Boštjan Zalar
Agata Zavašnik

## Višje delovno in socialno sodišče

### Oddelek za indvidualne in kolektivne delovne spore
Silva Donko 
Biserka Kogej Dmitrovič 
Ružica Križnar Jager
Valerija Nahtigal Čurman 
Tatjana Prebil 
Sonja Pucko Furman 
Samo Puppis
Borut Vukovič 
Jelka Zorman Bogunovič 
Metod Žužek 

### Oddelek za socialne spore
Jože Cepec
Elizabeta Šajn Dolenc 
Edo Škrabec